# Matamala (Sant Hilari Sacalm)
Matamala és una masia de Sant Hilari Sacalm (Selva) inclosa a l'Inventari del Patrimoni Arquitectònic de Catalunya.

## Descripció
Masia aïllada, situada als afores del nucli urbà de Sant Hilari Sacalm, on s'hi arriba agafant el camí del Reixac, des del Barri del Serrat. Cal seguir el camí fins a arribar al Vilar Rural de Sant Hilari Sacalm, i travessar la carretera i continuar pel camí de pista forestal que hi ha davant per davant del Vilar Rural, just al costat de la carretera. S'arriba en un punt on hi ha dos camins, un que segueix recte i un altre a l'esquerra. Cal agafar el camí de l'esquerra.
La masia, està formada per dos cossos que serien la primera masia-a l'esquerra-, a la que-al costat dret-s'hi va adossar, el segle xix, una nova construcció.
El cos del costat esquerre, de planta baixa i pis, està cobert per una teulada a doble vessant amb el carener paral·lel a la façana principal i, per tant, amb la teulada a doble vessant desaiguada a les façanes principal i posterior.
A la façana principal, hi ha, a la planta baixa, la porta d'entrada en arc de mig punt format per dovelles de pedra, amb els brancals de carreus de pedra. A dreta i esquerra, flanquejant la porta, hi ha dues finestres amb llinda monolítica, brancals de carreus de pedra i ampit també de pedra. Les finestres estan protegides per una reixa de ferro forjat.
Al pis, hi ha tres finestres, situades en el mateix eix d'obertura que les obertures de la planta baixa, també amb llinda monolítica, brancals de carreus de pedra, i ampit sobresortint de pedra. Les finestres estan protegides per una reixa de ferro forjat.
Els murs són de maçoneria i la cadena cantonera de carreus de pedra.
Adossat a la façana, al costat dret, hi ha un petit cos amb la teulada a una vessant, desaiguada a la façana, que seria una ampliació de l'habitatge.
Adossat al costat dret, un cos de planta baixa i dos pisos, cobert per una teulada a doble vessant amb el carener paral·lel a la façana principal.
A la planta baixa, hi ha dues finestres amb llinda, brancals i ampit de pedra. Les finestres estan protegides per una reixa de ferro forjat.
Al primer pis, al costat esquerre, i sobre la finestra de la planta baixa, hi ha un balcó, amb llinda monolítica i brancals de carreus de pedra, sense llosana. La barana és de ferro forjat. Al costat dret, sobre la finestra dreta de la planta baixa, una altra finestra amb llinda monolítica, brancals de carreus de pedra i ampit de pedra lleugerament voladís. Sobre les llindes del balcó i la finestra del pis, s'aprecien arcs de descàrrega fets de maons.
Al segon pis, una obertura triple d'arcs escarsers fets amb maons disposats en sardinell, amb els brancals fets també de maons, donen sortida a un gran balcó amb barana de ferro forjat. Al costat dret d'aquest balcó, un altre balcó més petit, amb una obertura d'iguals característiques, amb la barana del balcó feta de maons i ceràmica i sense volada.
Els murs són de maçoneria i la cadena cantonera de carreus de pedra.
L'entrada actualment es troba a la façana lateral dreta.
A banda d'aquests dos cossos principals, adossat a l'edifici del segle xvi hi ha altres cossos que segurament havien tingut al seu temps, funció agrícola-ramadera; a la façana posterior del cos de tres pisos s'hi ha afegit un cos que és un garatge i també trobem construccions annexes.

## Història
La masia consta al fogatge de l'any 1553. D'aquest època, com a mínim, daten el cos allargat de planta baixa i pis, ja que al segle xix s'hi afegí l'edificació del costat dret.